# Маниаго
Маниа̀го (на италиански: Maniago; на фриулски: Manià, Мания) е град и община в Северна Италия, провинция Порденоне, автономен регион Фриули-Венеция Джулия. Разположен е на 283 m надморска височина. Населението на общината е 11 968 души (към 2010 г.).